# Horká čokoláda

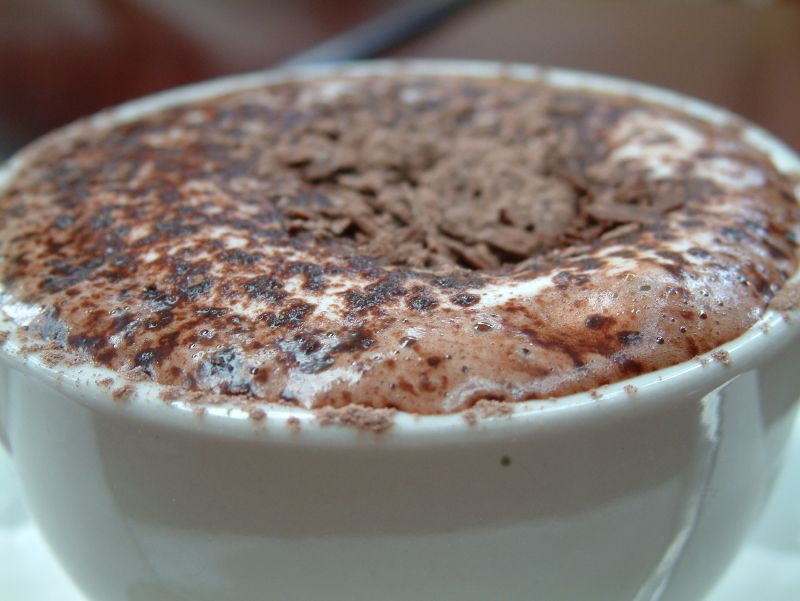

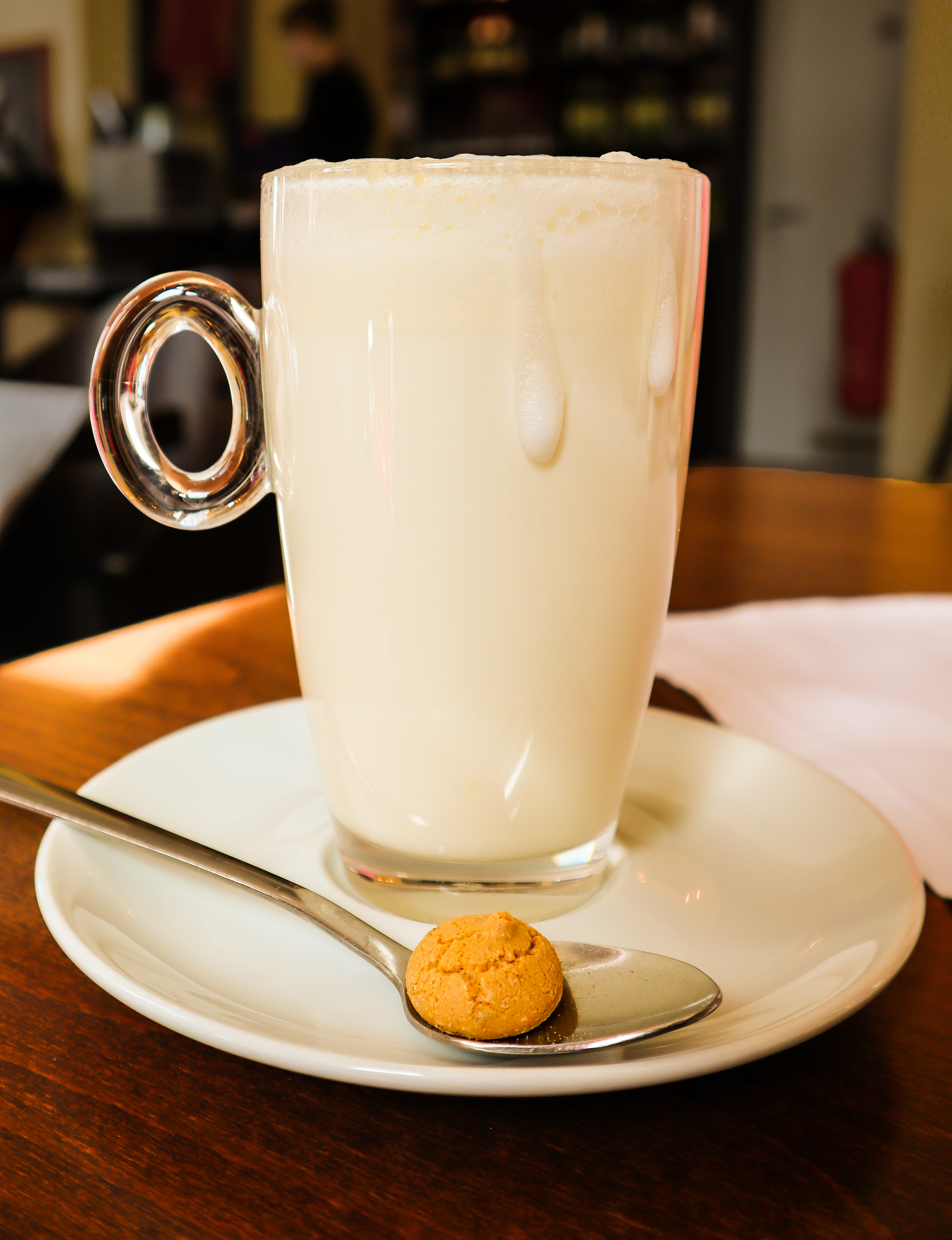
horká, bílá čokoláda

Horká čokoláda je druh teplého sladkého nápoje, který má příchuť po čokoládě, již v různém zastoupení spolu s horkou vodou, mlékem nebo smetanou. Horká čokoláda je nezřídka prodávána v prodejních nápojových automatech spolu s kávou, jako oblíbený druh teplého nápoje, který se dá snadno připravit z instantních ingrediencí bez zásahu člověka. Bývá ale i v menu v restauracích a bistrech.

## Složení
Kvalita horké čokolády v Česku bývá rozdílná, většinou je složena z čokoládového nebo kakaového prášku, cukru a horké vody. Občas pro zvýraznění, či ochucení se používají další ingredience pro upravení chuti nápoje. Může být například ozdobena šlehačkou. Existují však i kvalitní horké čokolády, které se připravují z 60% až 80% hořké čokolády a zalévají se mlékem nebo smetanou. Rozdílná je i kvalita instantní horké čokolády, existují výrobky, které obsahují 63 % cukru a 25 % kakaového prášku, ale i takové, které obsahují přes 45 % či dokonce 58 % kakaa a jen minimum cukru.
Ve Španělsku a dále v oblasti Karibského zálivu se k horké čokoládě často servíruje sladkost ve tvaru pokrouceného "hada" ze smaženého odpalovaného těsta obalená v cukru se skořicí, zvaná churro, která se do ní namáčí.

## Pití horké čokolády
Pravou horkou čokoládu je nutné vypít zatepla, protože čokoláda po vychladnutí ztuhne jako čokoládová poleva a usadí se na dnu a stěnách nádoby. U méně kvalitních horkých čokolád na bázi kakaových nápojů k tomuto nedochází.[zdroj⁠?!]